# Lampaul-Ploudalmézeau
Lampaul-Ploudalmézeau è un comune francese di 825 abitanti situato nel dipartimento del Finistère nella regione della Bretagna.

## Storia

### Simboli
Il fiore di eringio marino è una specie di cardo, le moscature di armellino sono il simbolo della Bretagna, il drago è attributo del patrono Paolo Aureliano, uno dei sette santi fondatori della Bretagna, che l'avrebbe cacciato da Île-de-Batz.

## Società

### Evoluzione demografica
Abitanti censiti